# Patinatius transvaalicus
Patinatius transvaalicus är en mångfotingart som beskrevs av Kraus 1966. Patinatius transvaalicus ingår i släktet Patinatius och familjen Odontopygidae. Inga underarter finns listade i Catalogue of Life.